# Alexandre Stuart, Duque de Rothesay
Alexandre Stuart (em inglês: Alexander Stewart; 16 de outubro de 1430 — 1430) foi o quinto filho, mas o primeiro varão, de Jaime I da Escócia e de Joana Beaufort. Sendo o herdeiro aparente, recebeu o título honorífico de duque de Rothesay. Entretanto, ele veio a falecer antes de completar um ano de vida. Seu título então passou para seu irmão gêmeo sobrevivente, que viria a se tornar Jaime II da Escócia. Os gêmeos nasceram no Palácio de Holyrood.